# リンドン・セラヒ
リンドン・セラヒ（Lindon Selahi、1999年2月26日 - ）は、ベルギー・ナミュール出身のサッカー選手。HNKリエカ所属。アルバニア代表。ポジションはMF。

## 経歴

### クラブ
地元のURナミュールで本格的にサッカーを始めた。
2011年にスタンダール・リエージュに移り、3年過ごした後RSCアンデルレヒトに加入し、U-17チームまで昇格を果たした。
2016年6月にスタンダール・リエージュに戻り、初めてプロ契約を交わした。2018年5月10日のアンデルレヒト戦でプロデビューを果たした。
2019年6月6日、FCトゥウェンテと2年契約を交わした。
2021年1月15日、ヴィレムIIに期限付き移籍した
2021年7月24日、HNKリエカに移籍した。

### 代表
2014年にベルギーU-16代表として国際大会に出場したが、両親は北マケドニア出身のアルバニア人であり、自身はベルギー生まれであるため、アルバニア代表、ベルギー代表、北マケドニア代表などの複数のナショナルチームの中から1つを選択することを迫られ、アルバニア代表を選択した。
2019年10月14日、UEFA EURO 2020予選のモルドバ戦でマケドニアA代表デビューを果たした。